# Борче Димовски
Борче Димовски (на македонска литературна норма: Борче Димовски) е югославски борец, олимпиец.

## Биография
Роден е на 15 март 1943 година в костурското село Шестеово (на гръцки: Сидирохори), Гърция. Емигрира в Югославия.
Заедно със Симеон Шутев е първият борец от Социалистическа република Македония, който участва на олимпийски игри - в 1968 година взима участие на игрите в Мексико. Участва в средиземноморски игри, европейски първенства, балкански шампионати. Носител е на много медали. Член е на Борчески клуб „Вардар“.
След като завършва кариерата си, живее в Германия. Умира на 27 юни 2014 година в Щутгарт.